# متلازمة مولر-فايس
متلازمة مولر-فايس، والمعروفة أيضًا باسم مرض مولر-فايس، هي مرض تنكسي نادر مجهول السبب يصيب العظم الزورقي عند البالغين ويتميز بالانهيار التدريجي والتفتت، ما يؤدي إلى ألم وتشوه في أوسط ومؤخرة القدم. يعد أكثر شيوعًا عند الإناث الذين تتراوح أعمارهم بين 40-60 عامًا. يُظهر التصوير الانهيار الزورقي الجانبي. تاريخيًا، اعتُبر هذا المرض شكلًا من أشكال نخر العظم عند البالغين، مع انقطاع تدفق الدم إلى العظم الزورقي.

## الأعراض السريرية
تكون البداية تحت حادة؛ قد يترقى الانزعاج اللاحق في القدم إلى ألم معوق عند الوقوف لفترة طويلة. يعتبر ألمًا غير متناسب، إذ لا تتوافق الأعراض الموصوفة مع العلامات الأخرى، ما يجعل التشخيص المبكر أكثر صعوبة. يكون الألم في أوسط ومؤخرة القدم، مع مضض في أعلى أوسط القدم. اعتمادًا على مدى شدته، قد يكون هناك تقوس في مؤخر القدم مع تسطح القوس. يمثل التأخر في التشخيص مشكلةً بشكل خاص. يعد التشخيص المبكر أمرًا بالغ الأهمية. كثيرًا ما تُشخص المتلازمة بشكل خاطئ، ما يزيد من شدة الألم ومدته والإعاقة للمرضى المصابين. تشمل الحالات الأخرى التي قد تحاكي متلازمة مولر-وايس أو تشمل مظاهرها مرض بادجيت في العظام والتهاب العظم والنقي والكسور الالتئامية والذئبة الحمامية الشاملة والتهاب المفاصل الروماتويدي واعتلال مفصل شاركو.

## التشخيص
يعد التصوير الشعاعي للقدم الحاملة للوزن الدعامة الأساسية في التشخيص. قد يكون التصوير بالرنين المغناطيسي مفيدًا في وقت مبكر من المرض لتمييز متلازمة مولر-فايس عن الحالات المشابهة وإظهار تغيرات نخاع العظام والانصباب في المفاصل المجاورة؛ وهذا سيساعد في إجراء التشخيص قبل ظهور تغييرات في صور الأشعة السينية التقليدية للقدم الحاملة للوزن. رغم سماتها الإشعاعية المميزة، غالبًا ما تُشخص متلازمة مولر-فايس بالاستبعاد، ويُعتقد أنها قليلة التشخيص عمومًا.
تشمل النتائج المميزة لصور الأشعة التقليدية ما يلي:
- مظهر طبيعي في وقت مبكر من المرض
- انهيار وحشي للعظم الزورقي
- خلع جزئي ظهراني إنسي لما تبقى من العظم الزورقي
- انحراف وحشي للكاحل

في الحالات الشديدة للمرض، قد يظهر ما يلي:
- قدم مسطحة
- فصال عظمي في المفصل الكاحلي الزورقي مع أو بدون إصابة مفاصل أوسط القدم الأخرى[10]

## العلاج
يجب أن يبدأ العلاج في أقرب وقت ممكن. يكون العلاج الأولي تحفظي، مع طرق تشمل التثبيت باستخدام التركيبات التقويمية (مثل حذاء المشي) أو الجبائر القصيرة للساق وإجراءات تعديل النشاط والحقن والعلاج الطبيعي والاستئصال الراديوي ومضادات الالتهاب. يكون فشل العلاج التحفظي أكثر احتمالًا لدى المرضى الذين يعانون من إبعاد في منتصف القدم والتهاب المفصل الكاحلي الزورقي المُلاحظ شعاعيًا. يتم اللجوء للخيارات الجراحية عند مرور أكثر من ستة أشهر من الألم الشديد. لا يوجد معيار ذهبي للعلاج، مع وجود العديد من الأساليب الجراحية.

## المجتمع والثقافة
كان لدى رافاييل نادال أعراض مولر-فايس في قدمه اليسرى منذ بداية مسيرته في التنس في أواخر سن المراهقة، وشُخص في عام 2005. أجّل خيار الجراحة لأطول فترة ممكنة. واصل مسيرته بنجاح بعد خضوعه لعملية جراحية في عام 2021، وفاز ببطولة أستراليا المفتوحة للتنس وبطولة فرنسا المفتوحة للتنس لعام 2022، مع استمراره في اللعب رغم الألم. في فوزه ببطولة فرنسا المفتوحة، أُعطي حقنتان مخدرتان ومضادات للالتهاب قبل كل مباراة من مبارياته السبع لتخفيف الألم؛ فاز بالبطولة وهو يلعب بقدم مخدرة، وقال إنه لن يفعل هذا مرة أخرى. قال عن إصابته:
«أنا لست مصابًا. أنا لاعب أعيش مع الإصابة. إنها شيء موجود، ولسوء الحظ، فإن حياتي اليومية صعبة بصراحة. يصعب عليّ تقبل الأمر في بعض الأحيان».